# Chrysopilus fenestratus
Chrysopilus fenestratus är en tvåvingeart som beskrevs av Mario Bezzi 1912. Chrysopilus fenestratus ingår i släktet Chrysopilus och familjen snäppflugor. Inga underarter finns listade i Catalogue of Life.